# علامة رفض الحليب
علامة رفض الحليب (بالإنجليزية: Milk-rejection sign)‏ هي علامة طبية يرفضُ فيها الرضيع حليب ثدي المُرَضِعة، وتعتبر علامةً على احتمالية سرطان الثدي.